# Франческо Сабатіні
Франческо Сабатіні (італ. Francesco Sabatini, 1722, Палермо, Сицилія, Королівство Обох Сицилій — 1797, Мадрид, Іспанія) — іспанський архітектор італійського походження, перехідної доби від бароко до класицизму у 18 столітті.

## Італійський період
Народився у 1722 у Палермо. Батьки — Олімпія Джуліані й Еразм Сабатіні.
Відомо, що архітектуру вивчав у Римі. Декотрий час працював на бдівництві велетенського палацу Казерта біля Неаполя. Проект створив архітектор Луїджі Ванвітеллі, а йому діяльно допомагав архітектор Франческо Сабатіні.

## Іспанський період
Про здібного архітектора доповіли королю Неаполя та Обох Сицилій Карлу VII. Згодом молодий й амбітний король був обраний королем Іспанії під ім'ям Карла ІІІ. Він не забув про архітектора і викликав того у Мадрид, де Франческо Сабатіні був прийнятий на службу в інженерний підрозділ, став полковником. Король також сприяв обранню архітектора й інженера почесним академіком Мадридської художньої академії Сан-Фернандо.
Низка державних замов зробила Франческо Сабатіні впливовим іспанським архітектором, що працював над добудовами у королівських резиденціях Аранхуес та палаці Орьєнте, в мадридському палаці де ла Адуана, створив перше розпланування Королівського ботанічного саду тощо.
Окрім королівських резиденцій створив проект збройового заводу для міста Толедо, котре уславилось у Іспанії як центр виготовлення зброї.
Серед сакральних споруд Франческо Сабатіні (або Франсіско як почали називати архітектора у Мадриді) — королівський монастир де Сан Хоакін і Санта Анна у місті Вальядолід, головний вівтар для катедрального собору у місті Сеговія. Серед світських споруд архітектра — Королівський шпиталь (нині державна консерваторія) та триумфальні брами у місті Мадрид.

## Власна родина
Одружився із сеньйорою Марією Сесіллю Ванвітеллі, котра була донькою відомого у Неаполі архітектора і інженера Луїджі Ванвітеллі. В родині було четверо дітей, всі народжені у Мадриді, де батько працював на службі у іспанського короля.
Зробив вдалу адміністративну кар'єру і не забув родичів дружини. Відомо, що він поклопотався про братів дружини і викликав у Мадрид П'єтро та Франческо Ванвітеллі, котрі працювали помічникам Сабатіні.

## Королівський ботанічний сад (розпланування)

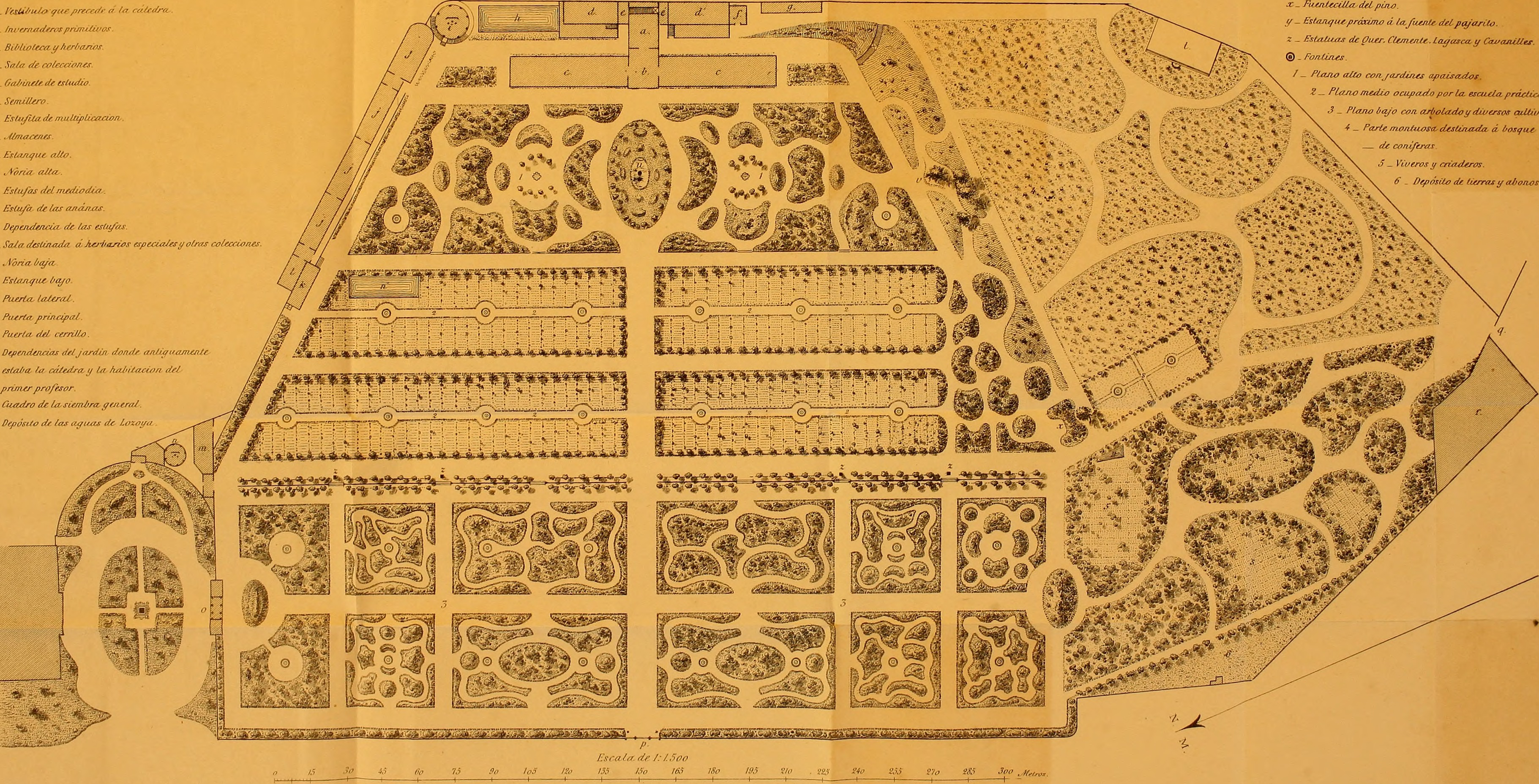
Королівський ботанічний сад. фіксаційний план на 1875 рік

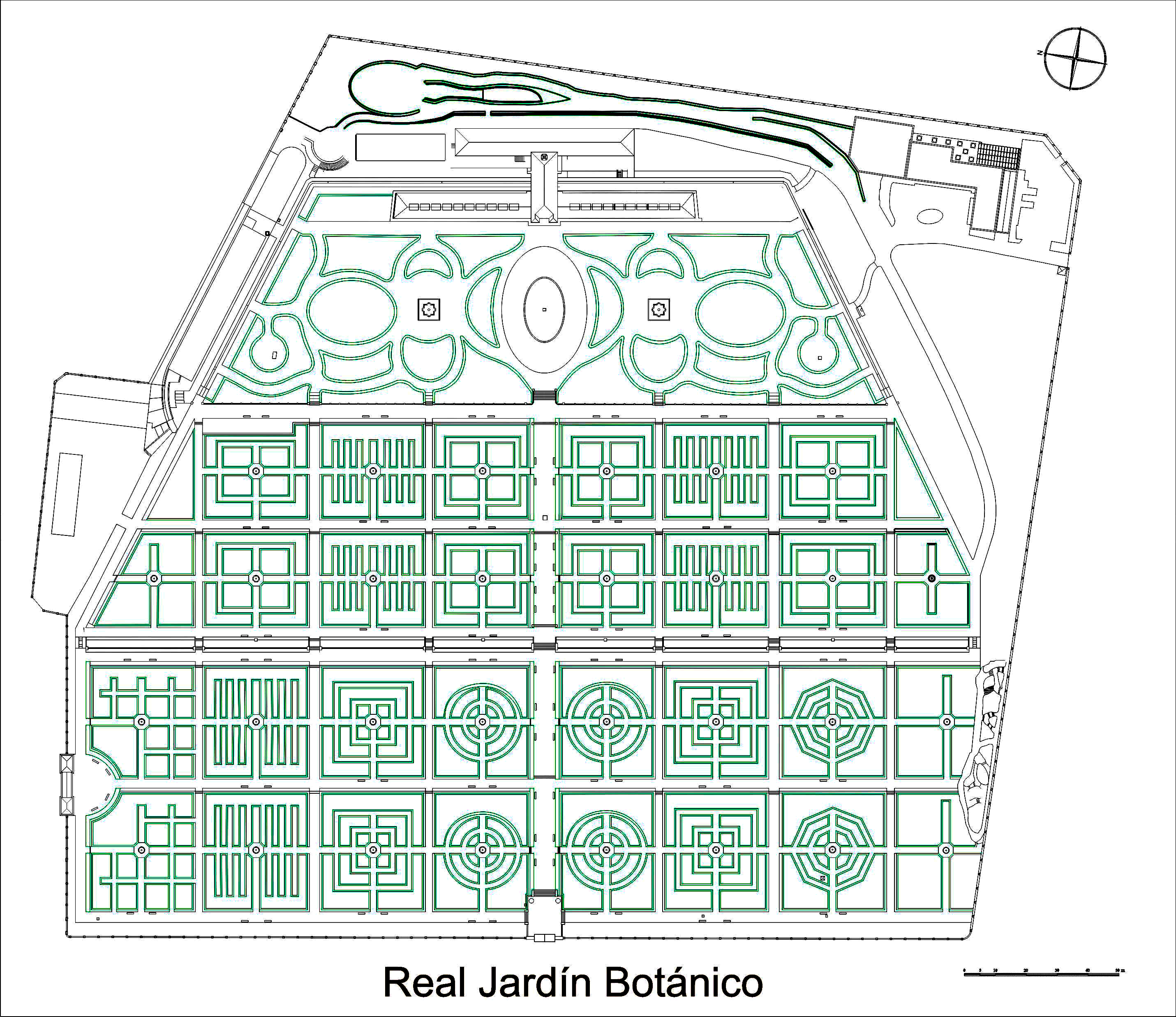
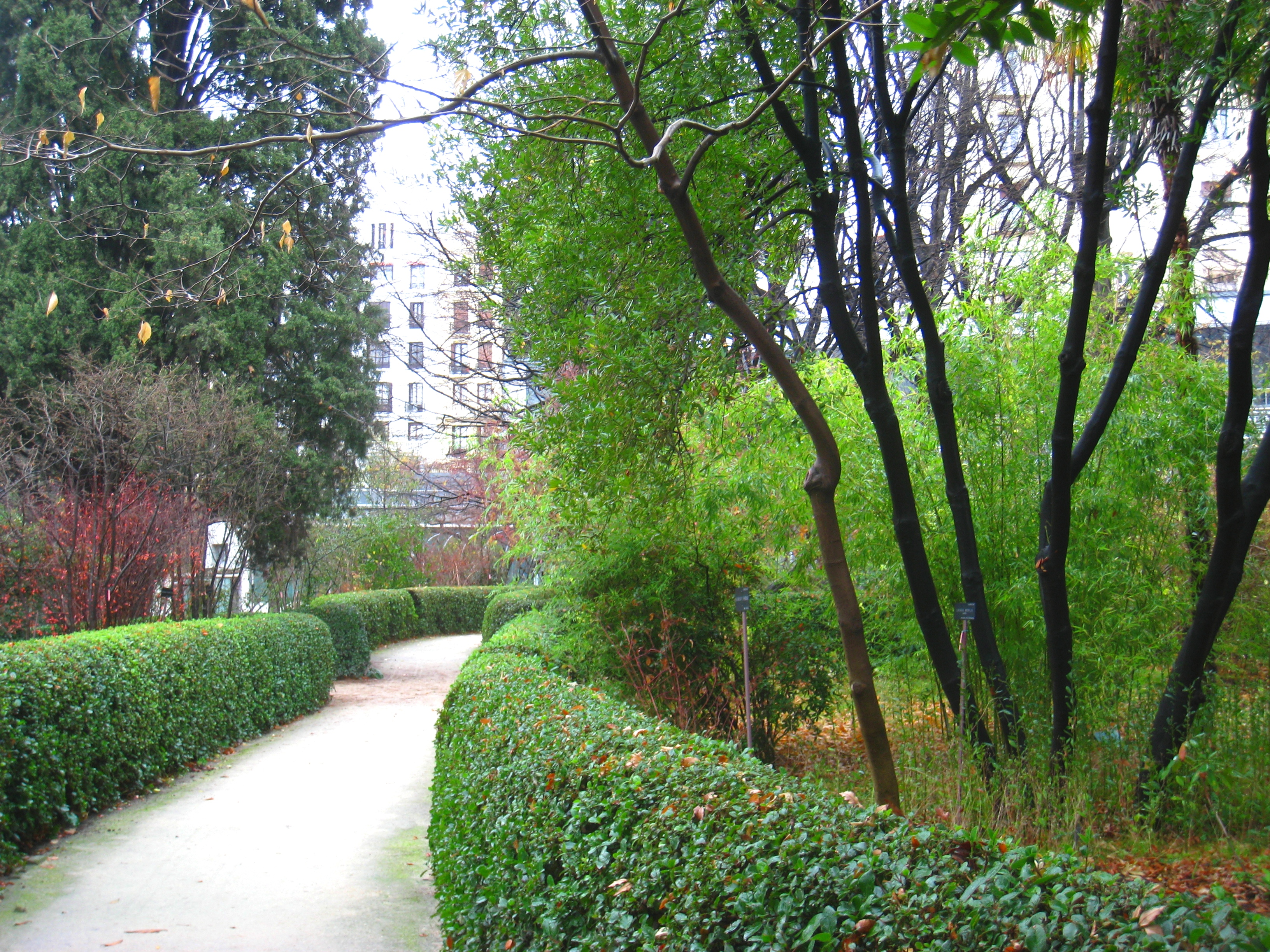
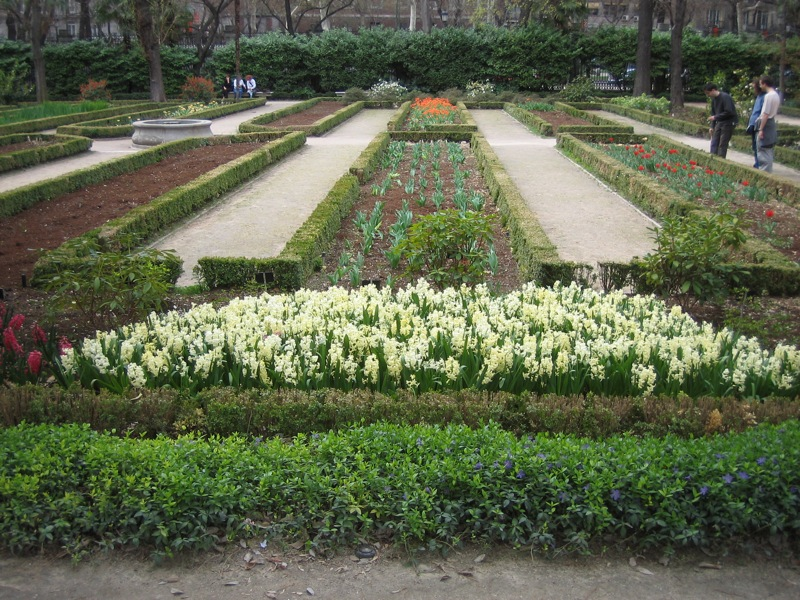
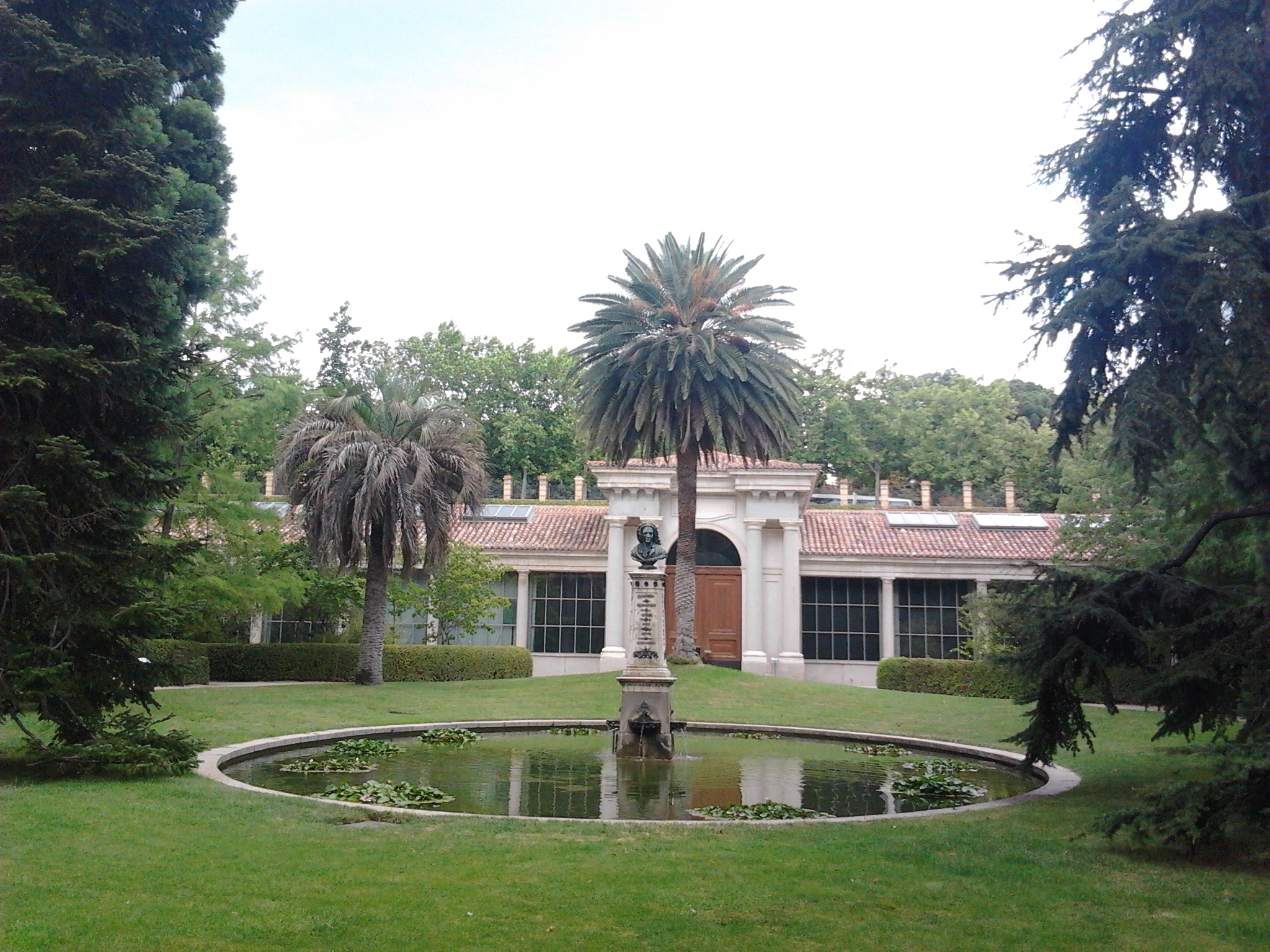

## Обрані твори (фотогалерея)

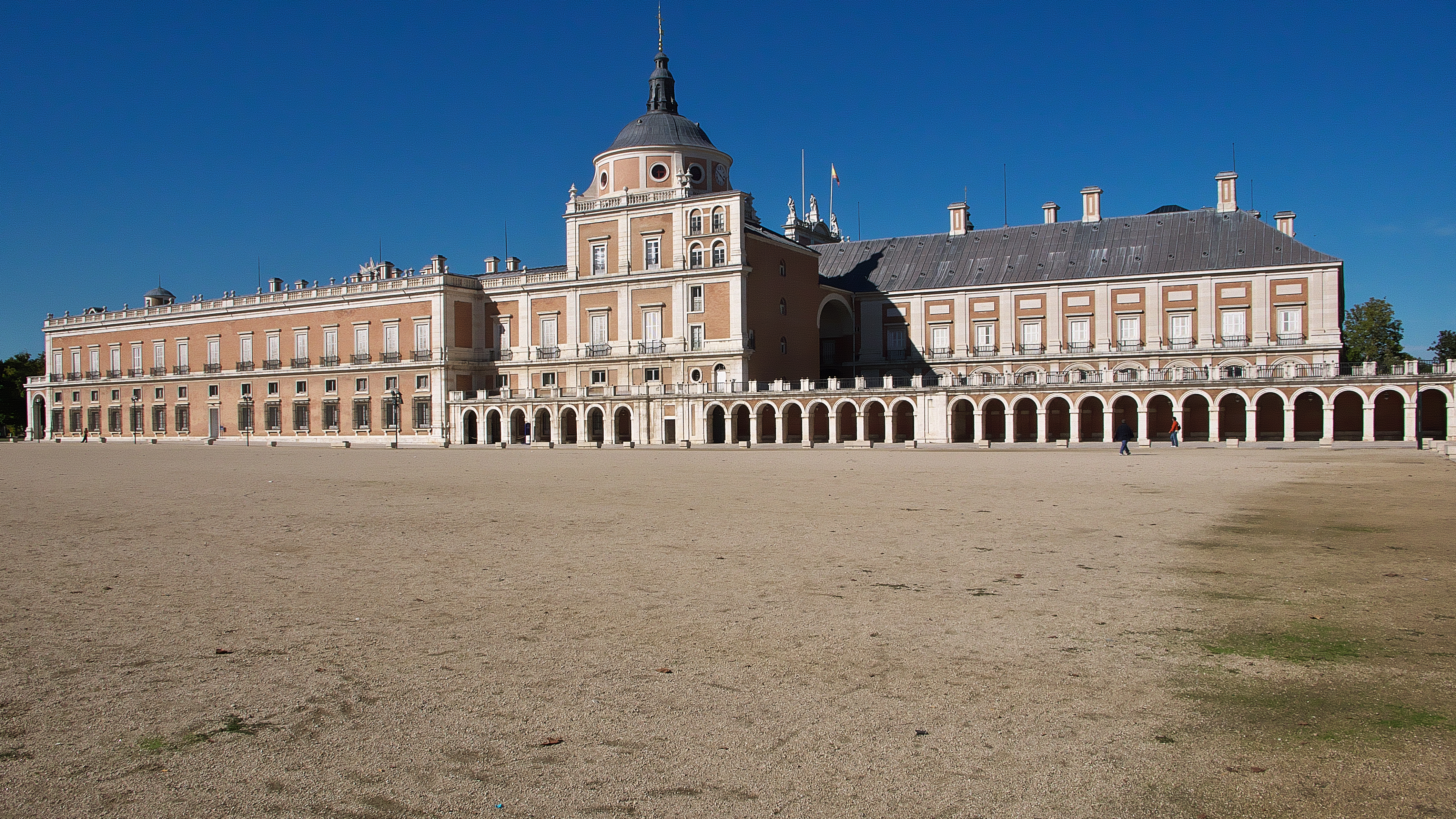
Франческо Сабатіні. Королівський палац Аранхуес

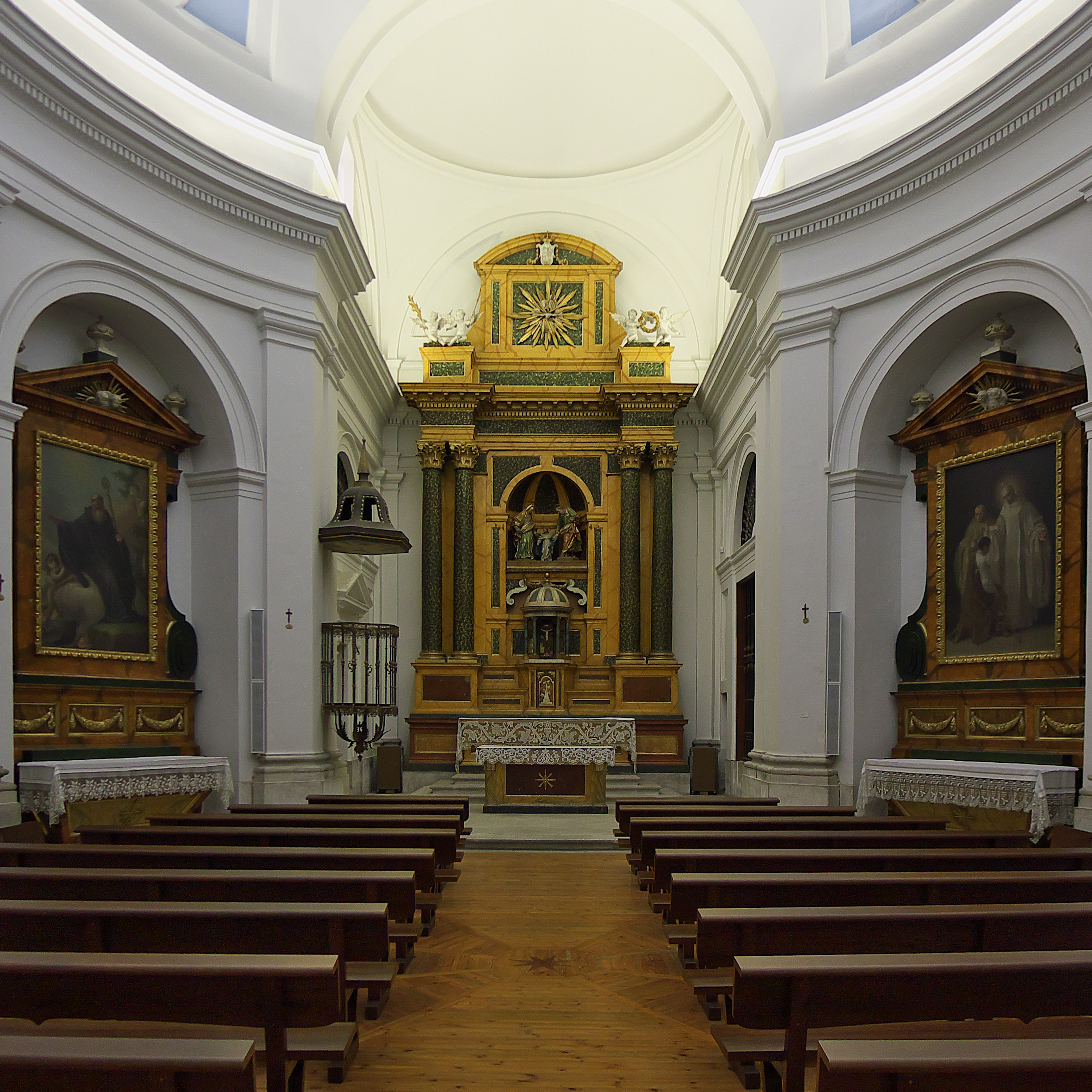
Франческо Сабатіні. Королівський монастир де Сан Хоакін і Санта Анна, монастирська церква, головний вівтар, Вальядолід

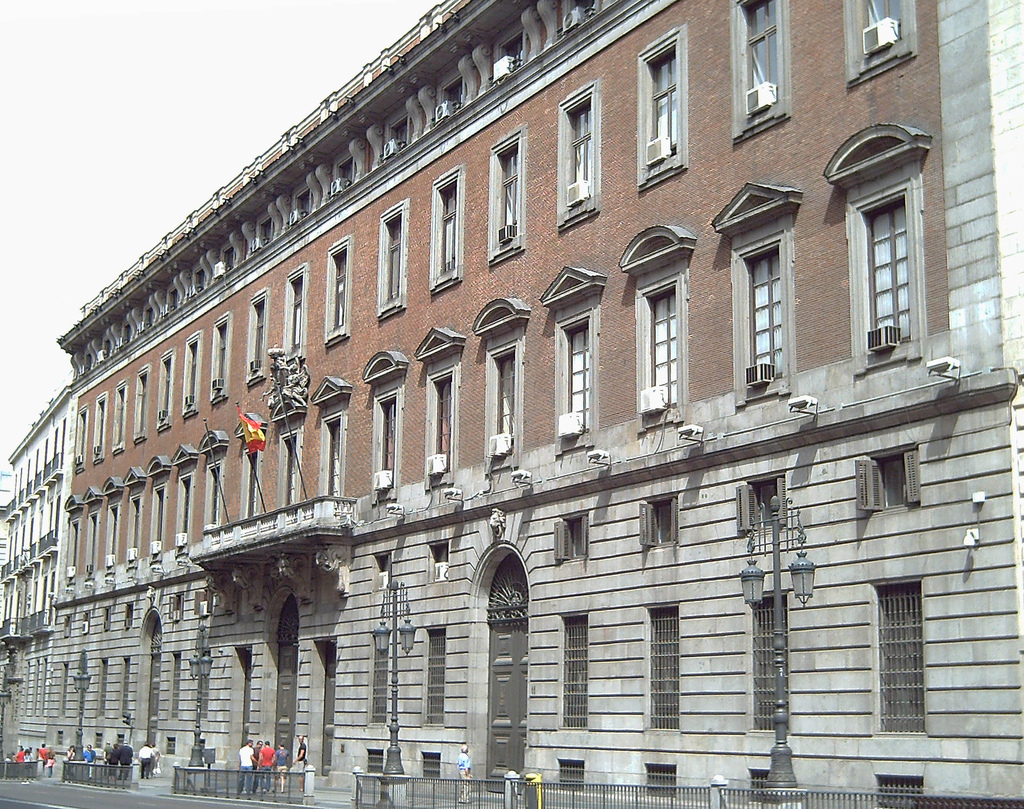
Франческо Сабатіні. Королівський палац де ла Адуана, Мадрид.
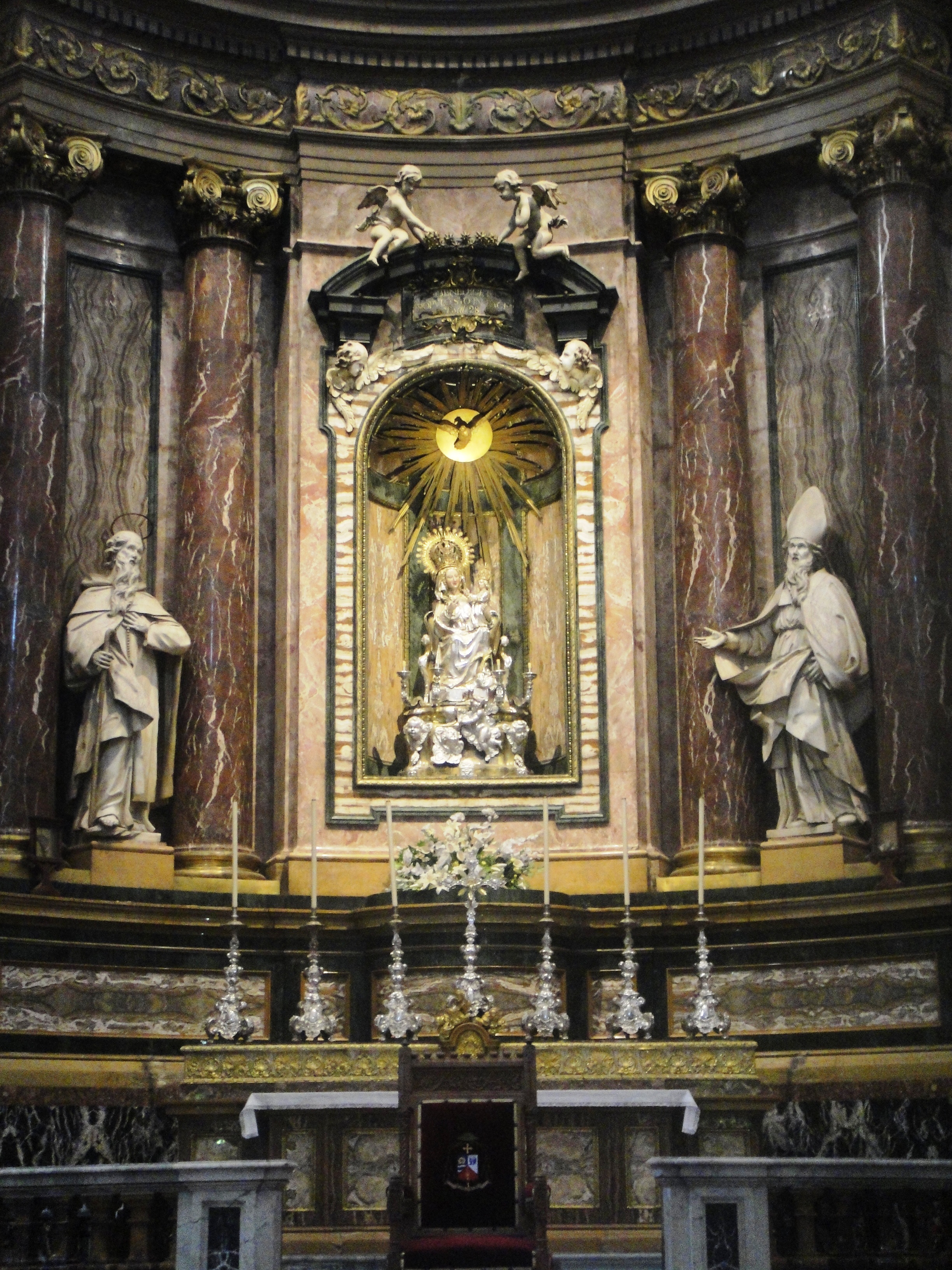
Франческо Сабатіні. Катедральний собор у Сеговії, головний вівтар
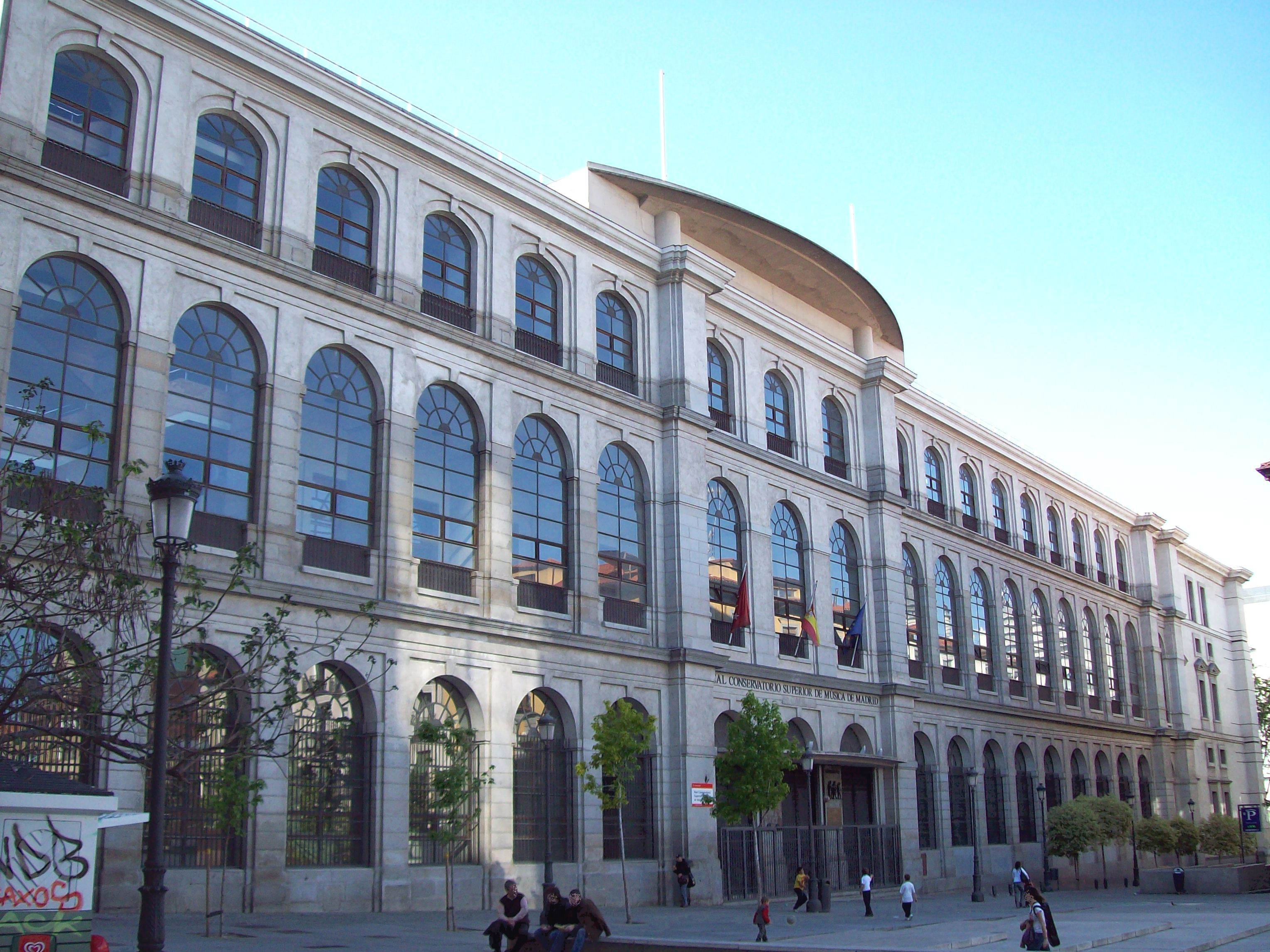
Колишній шпиталь, нині Королівська (державна) консерваторія, головний фасад, Мадрид
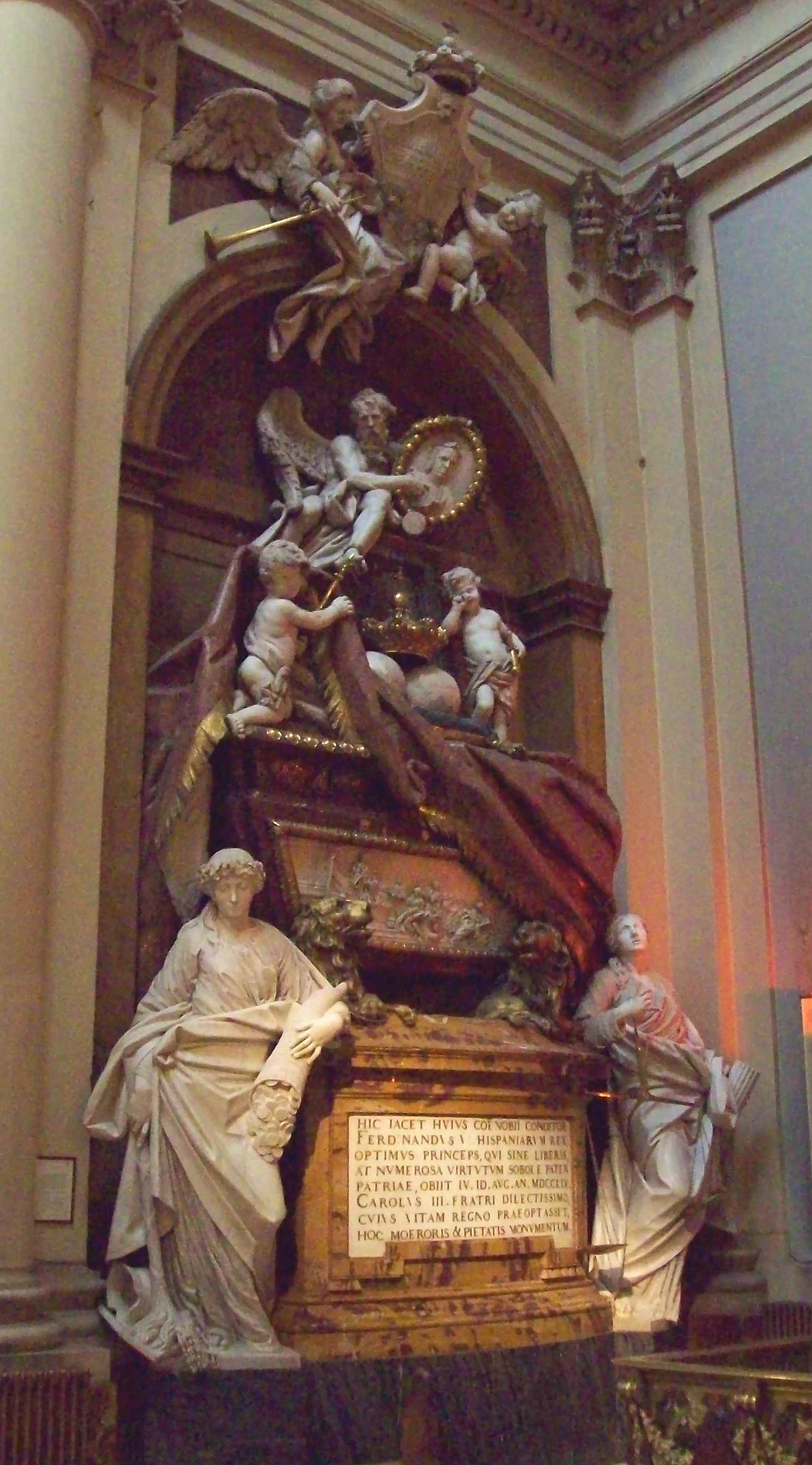
Франческо Сабатіні. Надгробок іспанського короля Фернандо VI.
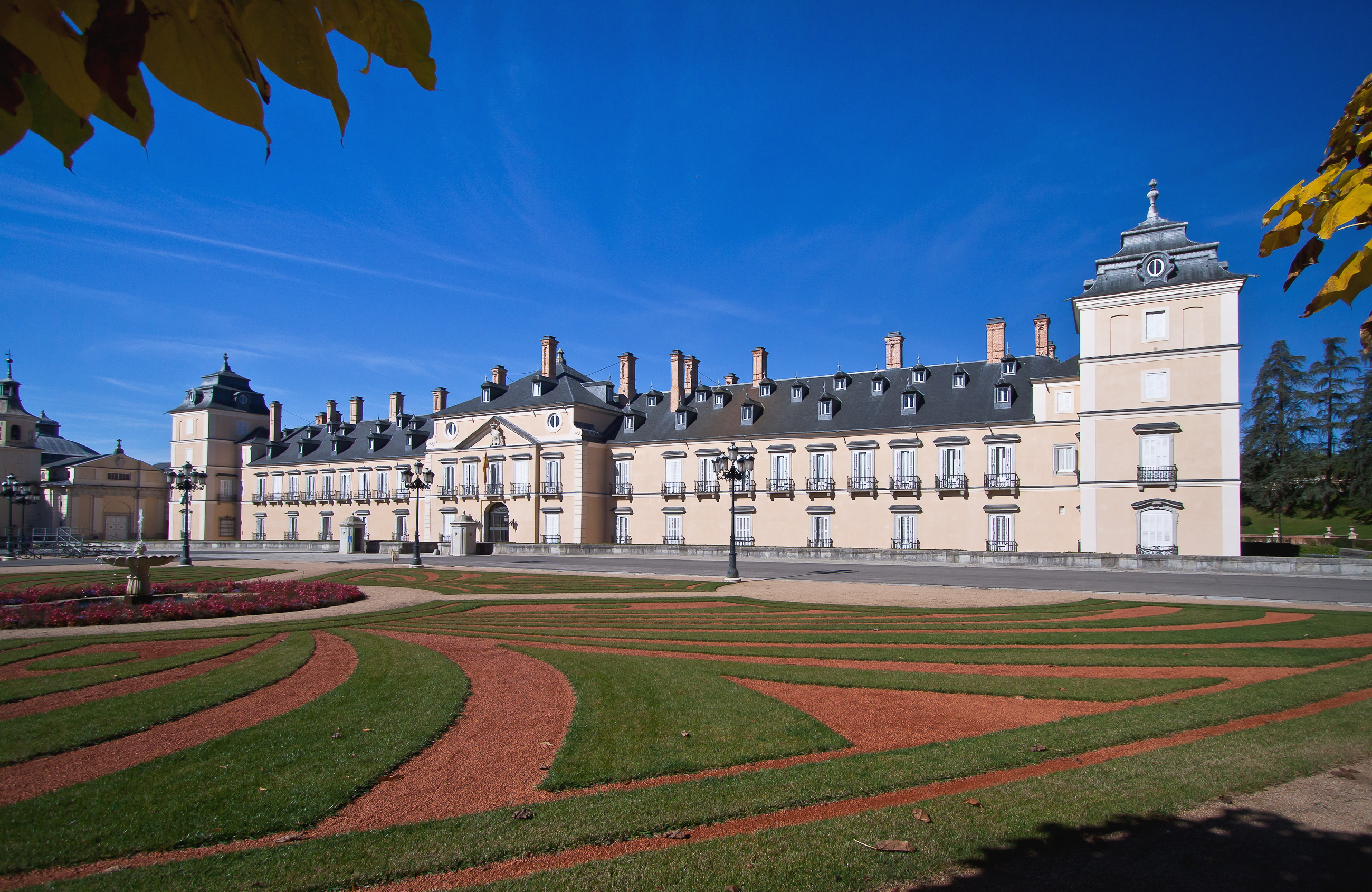
Франческо Сабатіні. Королівський палац Ель Пардо.
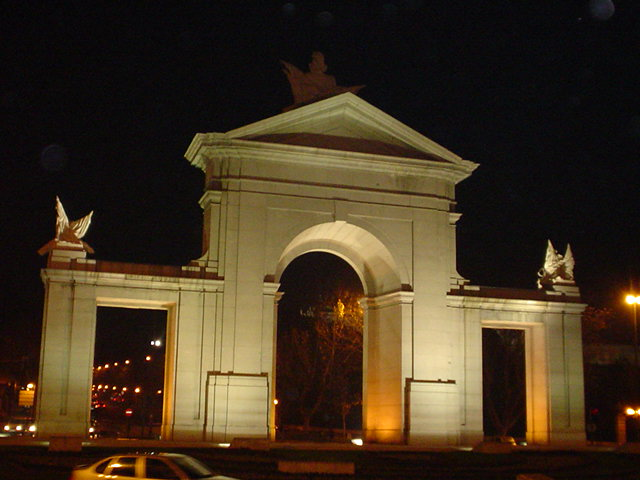
Франческо Сабатіні. Брама ді Сан Вісенте, Мадрид
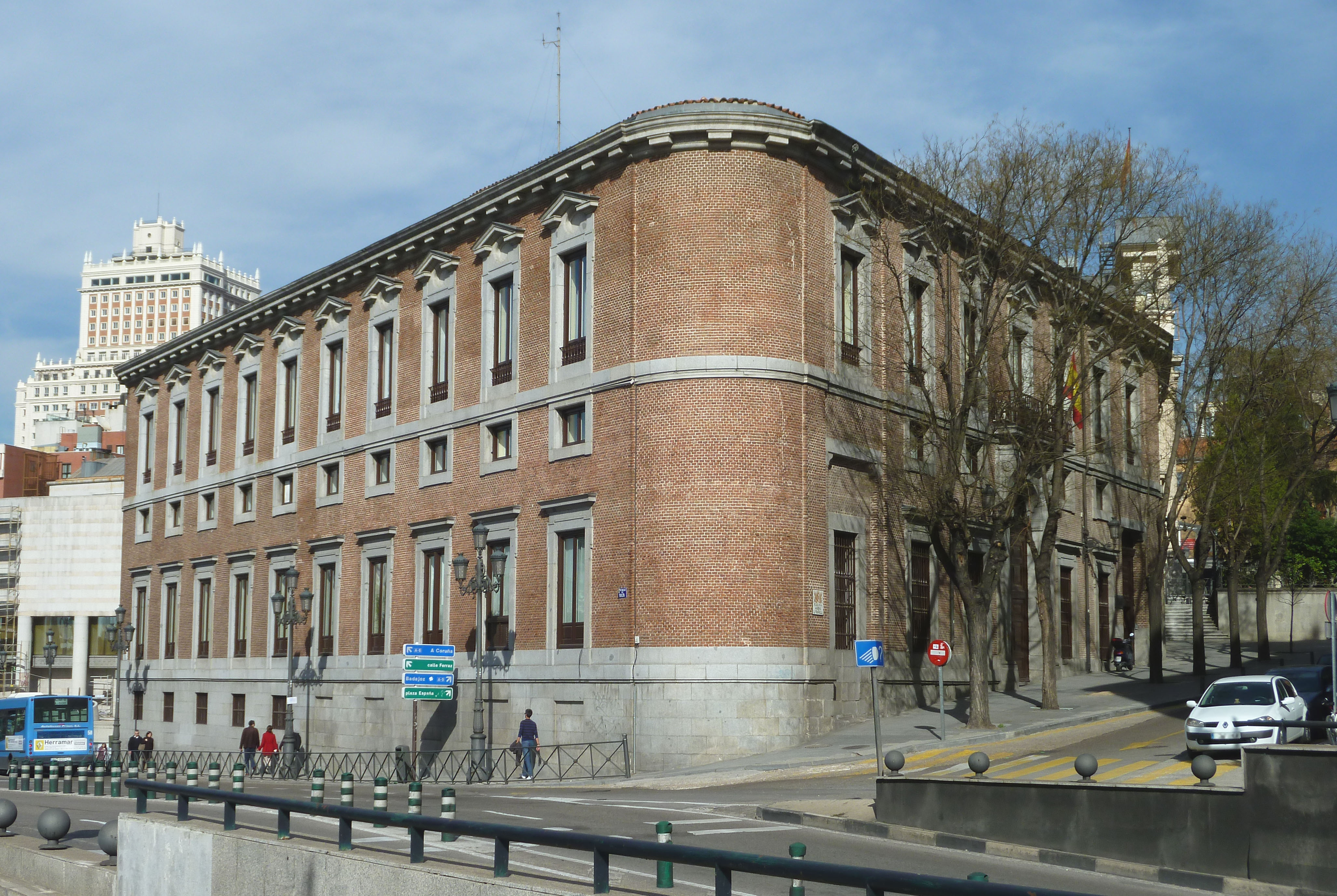
Франческо Сабатіні. Палац маркіза Грімальді, Мадрид.